# Cirkels van Jannink

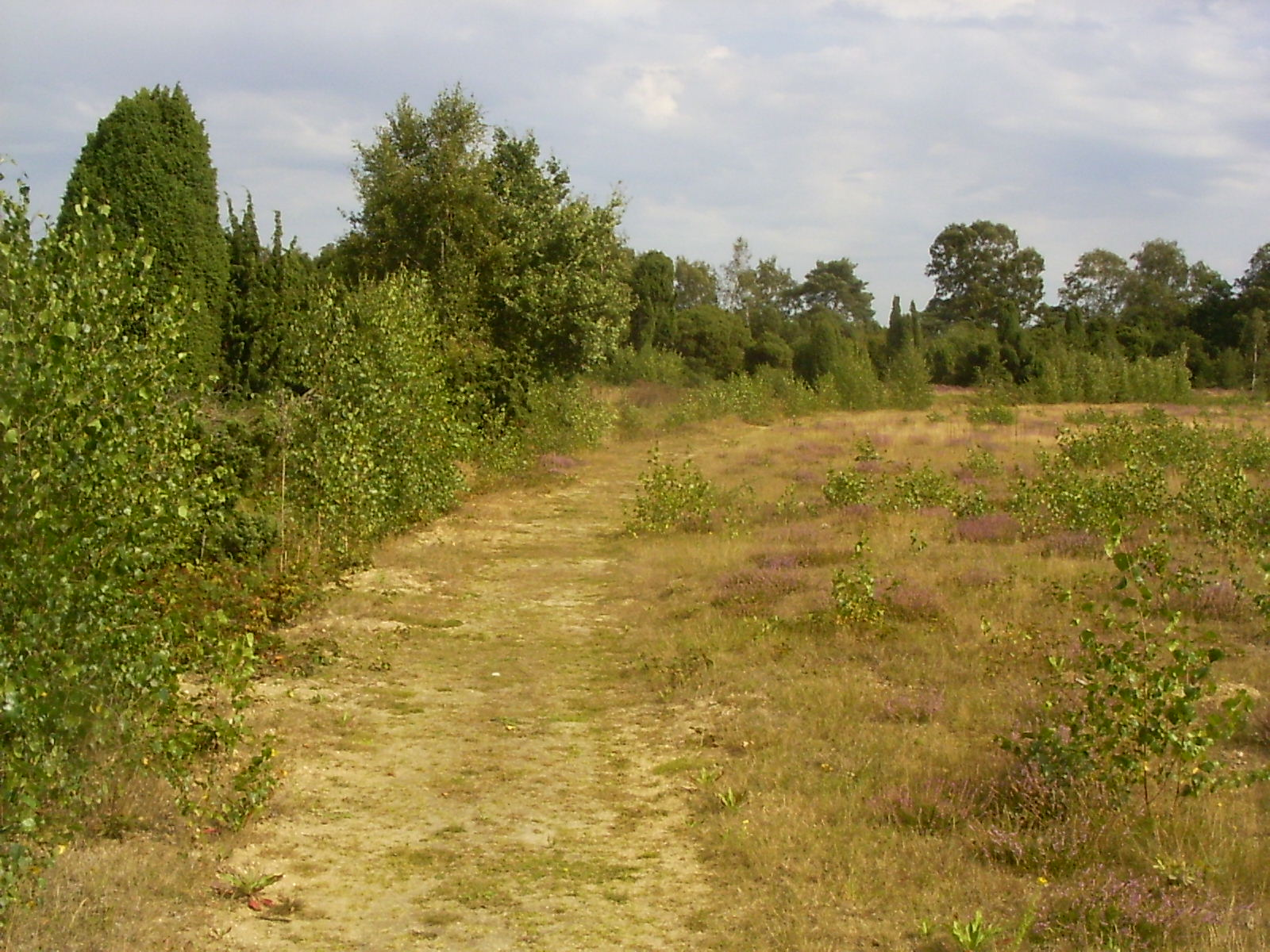
Pad langs een van de Cirkels van Jannink.

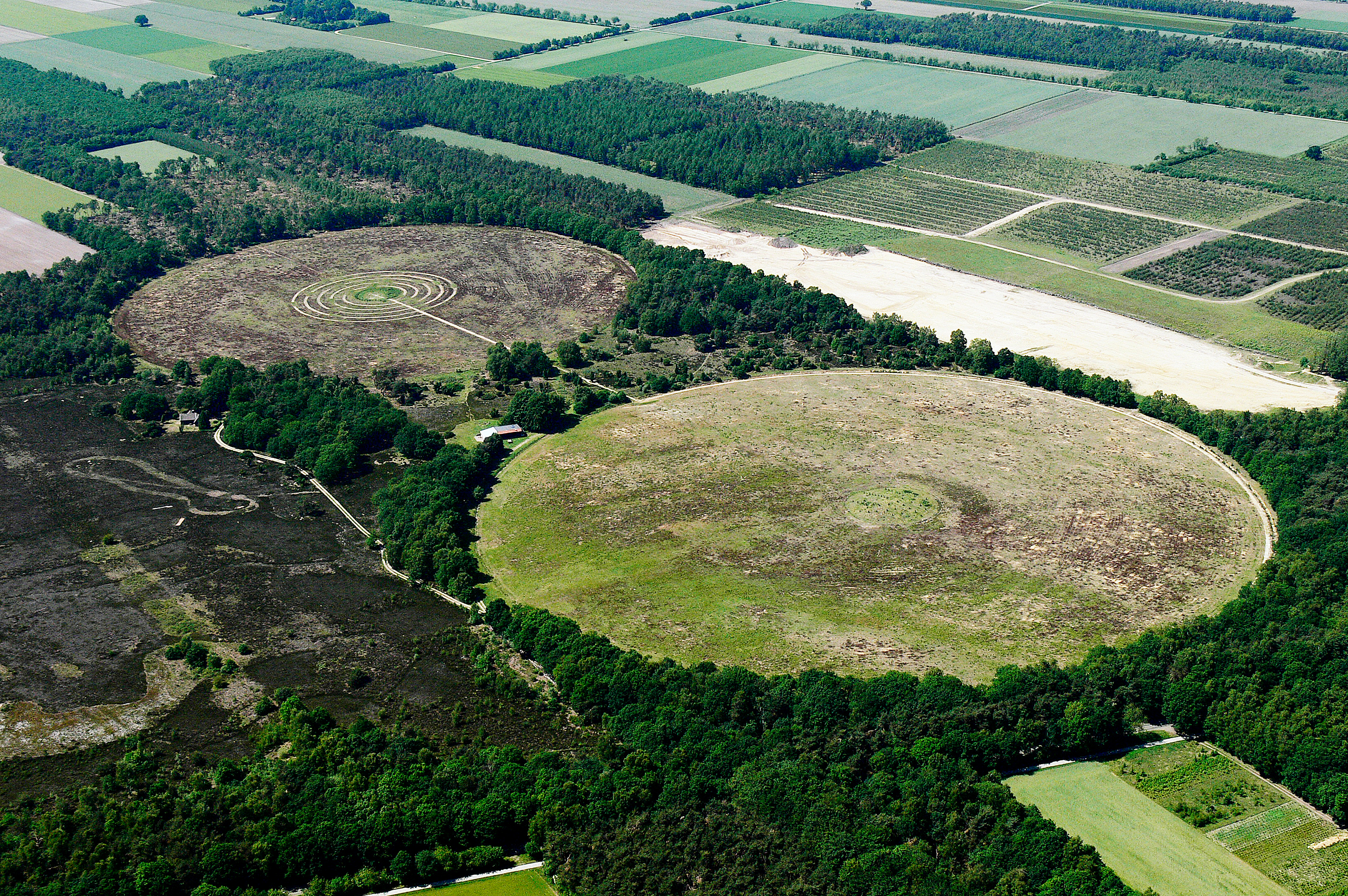
De Cirkels van Jannink vanuit de lucht.

De Cirkels van Jannink, ook wel Mandercirkels of Beha van Jannink genoemd, vormen samen het grootste landschapskunstproject van Nederland. Ze liggen op de Noordelijke Manderheide nabij het Twentse dorp Mander. Het kunstwerk bestaat uit twee cirkelvormige terreinen, die oorspronkelijk op de woeste zandgronden zijn ontgonnen als landbouwakker.

## Landbouw
De cirkelvormige akkers zijn in de jaren dertig van de 20e eeuw op de heide van de voormalige marke Mander aangelegd in opdracht van Gerhard Jannink, textielfabrikant en grootgrondbezitter uit Enschede. Hij had in Noord-Amerika gezien dat ronde akkers voordelen hadden boven rechthoekige. De velden konden vanuit het midden in een spiraalvormige gang worden bewerkt zodat de machines niet behoefden te keren. Er werd afwisselend rogge, haver en aardappels verbouwd. Na 1975 werd mais het belangrijkste gewas. Toen ook dat niet meer loonde zijn de gronden van Jannink in 1991 verkocht aan Landschap Overijssel.

## Natuur
De cirkels hebben een doorsnede van respectievelijk 378 en 343 meter, het gebied beslaat 33 hectare. In samenhang met de herbestemming van nabij gelegen landbouwgebieden werd hier, met subsidie van rijk, provincie en waterleidingmaatschappij, door Landschap Overijssel een natuurontwikkelingsproject opgezet.
Doelstelling was de voormalige Manderheide na het afgraven van de vruchtbare bovenlaag en toepassen van begrazing weer als schraal heidegebied te onderhouden. Door de plattegrond van de Cirkels van Jannink intact te laten wilde men rechtdoen aan de cultuurhistorische waarden in het gebied.

## Kunst
Kunstenaar Paul de Kort werd gevraagd het gebied met de cirkels in te richten. Bron van inspiratie waren prehistorische landschapssporen. Een cirkel kreeg omgreppeling en in het centrum een spiraalvormig labyrint dat een ploegvoor symboliseert. De ander werd van een wal voorzien met midden op de ronde heidevlakte een verhoging als van een grafheuvel met daarop vijftig jeneverbesstruiken aangeplant in een uitgekiend patroon. In 1999 kwam dit land artproject gereed waarna het in 2005 nog een verbetering onderging.
Het gebied is ontsloten door een twee kilometer lang wandelpad rond en over de cirkels. Ze liggen tegen de Nederlands-Duitse grens aan en gelden voor piloten als een baken, zij zijn waarschijnlijk de bedenkers van de bijnaam Beha van Jannink.